# Lingua navajo
Il navajo o navaho (in navajo diné bizaad) è una lingua della famiglia na-dene del ramo athabaska, e appartiene al gruppo delle lingue apache. È parlata nel sud-ovest degli Stati Uniti, principalmente in Arizona e in Nuovo Messico dal popolo dei navajo. Il navajo conta più di 150.000 parlanti ed il suo uso sembra addirittura in ascesa. È la lingua indigena americana più importante a nord della linea di confine tra Stati Uniti e Messico ed è quella con maggiori possibilità di sopravvivenza tra quelle parlate dai nativi americani.
Il navajo è così complesso per un non madrelingua, che le forze armate statunitensi impiegarono durante la Seconda guerra mondiale, nei combattimenti dell'Oceano Pacifico, dei cittadini navajo per trasmettere messaggi in codice; i nativi impiegati a questo scopo erano detti code talker. Questa lingua rese vano qualsiasi tentativo di decifrazione logico-matematico analogo a quelli con cui, ad esempio, inglesi e polacchi riuscirono a decifrare i messaggi in codice tedeschi di Enigma.

## Fonologia

### Vocali
Il navajo ha quattro vocali: a, e, i e o, che possono essere brevi, lunghe o nasali:
- breve, per esempio a e e,
- lunga, per esempio aa e ee,
- nasali, per esempio ą e ęę,

inoltre vi sono quattro toni:
- alto, per esempio áá e éé,
- basso, per esempio aa e ee,
- acuto, per esempio aá e eé o
- calante, per esempio áa e ée.

I toni, la quantità e la nasalizzazione sono combinabili gli uni con gli altri, per esempio ą́ą́ (lungo, nasale, alto).

## Consonanti
Le consonanti navajo hanno i seguenti suoni nell'ortografia normale:
|               |              | Bilabiali | Alveolari | Alveolari    | Palatali | Velari  | Velari   | Glottali |
| ------------- | ------------ | --------- | --------- | ------------ | -------- | ------- | -------- | -------- |
| centrali      | laterali     | Bilabiali | semplici  | labializzate | Palatali |         |          | Glottali |
| Plosive       | non aspirate | b [p]     | d [t]     |              |          | g [k]   |          |          |
| Plosive       | aspirate     |           | t [tʰ]    |              |          | k [kʰ]  |          |          |
| Plosive       | eiettive     |           | t' [t’]   |              |          | k' [k’] |          | ' [ʔ]    |
| Affricate     | non aspirate |           | dz [ʦ]    | dl [tɬ]      | j [ʧ]    |         |          |          |
| Affricate     | aspirate     |           | ts [ʦʰ]   | tł [tɬʰ]     | ch [ʧʰ]  |         |          |          |
| Affricate     | eiettive     |           | ts' [ʦ’]  | tł' [tɬ’]    | ch' [ʧ’] |         |          |          |
| Fricative     | sorde        |           | s [s]     | ł [ɬ]        | sh [ʃ]   | h [x]   | hw [xʷ]  | h [h]    |
| Fricative     | sonore       |           | z [z]     | l [l]        | zh [ʒ]   | gh [ɣ]  | ghw [ɣʷ] |          |
| Nasali        |              | m [m]     | n [n]     |              |          |         |          |          |
| Approssimanti |              | w [w]     |           |              | y [j]    |         |          |          |

La laterale /l/ è in verità un'approssimante laterale sonora.  /ł/ viene al contrario realizzata come fricativa sonora. Questo contrasto si incontra spesso, poiché è più difficile percepire una vera approssimante sonora. Altre lingue athabaska, in particolare lo Hän, distinguono al contrario la differenza tra fricative laterali sonore e sorde.
Come la maggior parte delle lingue indigene americane del nord-ovest il navajo ha poche consonanti labiali.

## Grammatica
Dal punto di vista tassonomico il navajo è una lingua che tuttavia presenta processi fonotattici nella morfologia verbale assai complessa. L'ordine delle parole è solitamente Soggetto Oggetto Verbo (SOV). Sebbene con questa sequenza sintattica ci si aspetterebbero più che altro suffissi, il navajo modifica il significato semantico delle parole prevalentemente tramite prefissi.
Il navajo ha inaspettatamente molti verbi, ma pochi sostantivi. Tra questi vi sono anche pronomi, clitici, pronomi dimostrativi, numerali, posposizioni, avverbi, che Harry Hoijer ha raggruppato nella tipologia sintattica delle particelle. Non esistono parole che corrispondano alla tassonomia sintattica degli aggettivi: la funzione aggettivale viene assunta dai verbi.

### Sostantivi
Molti concetti che in altre lingue sono rappresentati da sostantivi in navajo si trovano come verbi. Le frasi nominali in Navajo non sono un elemento necessario della struttura sintattica e non hanno alcun caso.

### Verbi
I verbi, enormemente complessi, sono l'elemento centrale del navajo. Alcuni sememi espressi in altre lingue da sostantivi vengono resi in navajo con verbi. Alcuni esempi sono p.e. Hoozdo 'Phoenix, Arizona' (lett. 'il luogo è caldo') o ch'é'étiin 'entrata' (lett. 'qualcosa ha un sentiero piano verso l'esterno'). Molti composti derivano dalla nominalizzazione verbale, come ad esempio ná'oolkiłí 'orologio' (lett. 'una cosa che si muove lentamente in cerchio') e chidí naa'na'í bee'eldǫǫhtsoh bikáá' dah naaznilígíí 'carro armato' (lett. 'una carrozza che si muove intorno strisciando, su cui loro stanno seduti con una cosa grande che provoca esplosioni').
Il verbo si può suddividere in diversi elementi singoli. I verbi consistono di una radice astratta a cui vengono preposti diversi prefissi in una sequenza stabilita. La radice forma insieme al prefisso di classificazione l’argomento del verbo. L'argomento viene unito ad uno o più prefissi derivativi e costituisce così la base verbale. Infine i prefissi flessivi vengono aggiunti alla base (che Young & Morgan chiamano "prefissi paradigmatici") e formano così un verbo navajo completo.

#### Schema verbale
I prefissi navajo vengono uniti al verbo in una sequenza stabilita. Questo genere di morfologia viene definito schema della classe di posizione ('position class template'). Più avanti si può notare una tabella dello schema verbale navajo, come è stato presentato da Young & Morgan nel 1987. Non tutte le posizioni possibili devono essere occupate da un prefisso, tanto che la maggior parte dei verbi navajo in realtà sono meno complessi di quanto potrebbe far supporre lo schema.
Il verbo consiste di tre elementi principali:
| prefissi disgiunti | prefissi congiunti | radice |

Queste tre parti possono essere suddivise in 11 posizioni, delle quali alcune possono essere passibili di ulteriori suddivisioni:
| prefissi disgiunti | prefissi disgiunti | prefissi disgiunti  | prefissi disgiunti | prefissi disgiunti | prefissi congiunti | prefissi congiunti | prefissi congiunti  | prefissi congiunti | prefissi congiunti | prefissi congiunti | radice |
| ------------------ | ------------------ | ------------------- | ------------------ | ------------------ | ------------------ | ------------------ | ------------------- | ------------------ | ------------------ | ------------------ | ------ |
| 0                  | 1a                 | 1b                  | 2                  | 3                  | 4                  | 5                  | 6                   | 7                  | 8                  | 9                  | 10     |
| oggetto posposto   | posposizione       | avverbio-thematisch | iterazione         | plurale            | oggetto diretto    | deissi             | avverbiale tematico | Modo-aspetto       | soggetto           | classificatore     | radice |

È vero che i prefissi si trovano normalmente in una posizione definita, ma alcuni prefissi possono modificare la sequenza sintattica per mezzo di metatesi. E così il prefisso a- (3i pronome oggettivo) solitamente si trova prima di di-, come p.e. in
adisbąąs 'Comincio a guidare un veicolo con le ruote' [ < 'a- + di- + sh- + ł + -bąąs].
Se però 'a- cooccorre con i prefissi di- e ni-, 'a- modifica tramite metatesi la sua posizione con di-, da cui risulterà la sequenza di- + 'a- + ni-. Quindi la sequenza corretta sarà:
di'nisbąąs 'Sto guidando un veicolo (da qualche parte) e mi sto perdendo' [ < di-'a-ni-sh-ł-bąąs < 'a- + di- + ni- + sh- + ł + -bąąs] (Nota: 'a- qui viene ridotta a '-).
mentre ci aspetteremmo invece la formulazione
adinisbąąs ('a-di-ni-sh-ł-bąąs)

#### Verbi di classificazione semantica
Il navajo ha radici verbali che classificano un oggetto in base alla sua forma o ad altre caratteristiche fisiche e perciò classificano anche il movimento o la condizione dell'oggetto. Queste radici verbali vengono definite come radici verbali classificatorie e definite solitamente con una sigla. Ci sono undici radici verbali classificatorie per gli oggetti spostati a mano, che qui sono elencati nel modo perfettivo:
| Classificatore+Radice | Definizione | Classificazione completa     | Esempi                                                              |
| --------------------- | ----------- | ---------------------------- | ------------------------------------------------------------------- |
| -'ą́                   | OSR         | Oggetto solido e rotondo     | Bottiglia, palla, stivale, pacchetto, ecc.                          |
| -yį́                   | CPF         | Carico, pacco, fardello      | Zaino, fascio, sacco, sella, ecc.                                   |
| -ł-jool               | MNC         | Materiale non compatto       | Cumulo d'erba, Nuvola, Nebbia, ecc.                                 |
| -lá                   | OFS         | Oggetto flessibile e sottile | Fune, guanti, calzini, cipolle arrostite, ecc.                      |
| -tą́                   | ORS         | Oggetto rigido e sottile     | Freccia, padella, sega, ecc.                                        |
| -ł-tsooz              | OFP         | Oggetto flessibile e piano   | Coperta, cappotto, otre, ecc.                                       |
| -tłéé'                | MM          | Materiale molle              | Panna, fango, persona svenuta, ecc.                                 |
| -nil                  | PLO1        | Plurale degli oggetti 1      | Uova, palle, persone, monete, ecc.                                  |
| -jaa'                 | PLO2        | Plurale degli oggetti 2      | Mormorii, semi, zucchero, maggiolini, ecc.                          |
| -ką́                   | CA          | Contenitori aperti           | Bicchiere di latte, cucchiaio di minestra, manciata di farina, ecc. |
| -ł-tį́                 | OA          | Oggetti animati              | Microbi, persona, cadavere, bambola, ecc.                           |

In base a queste classificazioni il navajo non ha un unico verbo che corrisponda alla parola italiana dare. In base alla classificazione dell'oggetto dato in navajo vi sono undici verbi diversi che corrispondono all'italiano dare. Per esprimere infatti la frase italiana Dammi un po' di fieno, è possibile utilizzare il verbo níłjool (MNC). Nella frase Dammi una sigaretta il verbo dare viene reso al contrario con nítįįh.
Oltre alla definizione delle caratteristiche fisiche di un oggetto è inoltre possibile distinguere tra radici verbali classificatorie tra oggetti in movimenti di diverso tipo. Per questo è possibile suddividere le radici in tre categorie:
1. spostato a mano
2. innescato
3. volo libero

spostato a mano comprende p.e. portare, lasciare e portare via, innescato  lanciare, lasciare cadere, far girare, ecc. e volo libero u.a. cadere verso il basso e volare.
La categoria ORS ad esempio ha le seguenti radici:
1. -'ą́ (oggetto rotondo) muovere a mano,
2. -ne'  lanciare (un oggetto rotondo), e
3. -l-ts'id (un oggetto rotondo) si muove senza influenze.

#### Cambio yi-/bi- (Caratteristica animata)
Come in molte lingue apache anche la grammatica navajo contraddistingue diversi gradi di caratteristiche animate. A seconda della loro classificazione nella gerarchia delle caratteristiche animate certi sostantivi richiedono forme verbali specifiche (cfr. Young & Morgan 1987: 65–66). Il grado più alto di caratteristica animata lo assumono gli esseri umani, che hanno il grado di astrazione più basso:
Uomo → Bambino/grande animale → Animale di medie dimensioni → piccolo animale; Forze della natura→ Astrazione
In generale il sostantivo con il grado più alto di caratteristica animata nella frase si trova davanti al grado basso. Se entrambi i sostantivi hanno lo stesso grado di caratteristica animata, la sequenza è libera.
Questo fenomeno è stato registrato per la prima volta da Kenneth Hale nel 1973.

### Materiali didattici (in inglese e tedesco)
- Blair, Robert W.; Simmons, Leon; & Witherspoon, Gary. (1969). Navaho Basic Course. BYU Printing Services.
- Goossen, Irvy W. (1967). Navajo made easier: A course in conversational Navajo. Flagstaff, AZ: Northland Press.
- Goossen, Irvy W. (1995). Diné bizaad: Speak, read, write Navajo. Flagstaff, AZ: Salina Bookshelf. ISBN 0-9644-1891-6
- Goossen, Irvy W. (1997). Diné bizaad: Sprechen, Lesen und Schreiben Sie Navajo. Loder, P. B. (transl.). Flagstaff, AZ: Salina Bookshelf.
- Haile, Berard. (1941–1948). Learning Navaho, (Vols. 1–4). St. Michaels, AZ: St. Michael's Mission.
- Platero, Paul R. (1986). Diné bizaad bee naadzo: A conversational Navajo text for secondary schools, colleges and adults. Farmington, NM: Navajo Preparatory School.
- Platero, Paul R.; Legah, Lorene; & Platero, Linda S. (1985). Diné bizaad bee na'adzo: A Navajo language literacy and grammar text. Farmington, NM: Navajo Language Institute.
- Tapahonso, Luci, & Schick, Eleanor. (1995). Navajo ABC: A Diné alphabet book. New York: Macmillan Books for Young Readers. ISBN 0-6898-0316-8
- Witherspoon, Gary. (1985). Diné Bizaad Bóhoo'aah for secondary schools, colleges, and adults. Farmington, NM: Navajo Language Institute.
- Witherspoon, Gary. (1986). Diné Bizaad Bóhoo'aah I: A conversational Navajo text for secondary schools, colleges and adults. Farmington, NM: Navajo Language Institute.
- Wilson, Alan. (1969). Breakthrough Navajo: An introductory course. Gallup, NM: The University of New Mexico, Gallup Branch.
- Wilson, Alan. (1970). Laughter, the Navajo way. Gallup, NM: The University of New Mexico at Gallup.
- Wilson, Alan. (1978). Speak Navajo: An intermediate text in communication. Gallup, NM: University of New Mexico, Gallup Branch.
- Wilson, Garth A. (1995). Conversational Navajo workbook: An introductory course for non-native speakers. Blanding, UT: Conversational Navajo Publications. ISBN 0-9387-1754-5.

### Pubblicazioni linguistiche ed altro
- Akmajian, Adrian; & Anderson, Steven. (1970). On the use of the fourth person in Navajo, or Navajo made harder. International Journal of American Linguistics, 36 (1), 1–8.
- Creamer, Mary Helen. (1974). Ranking in Navajo nouns. Navajo Language Review, 1, 29–38.
- Faltz, Leonard M. (1998). The Navajo verb: A grammar for students and scholars. Albuquerque, NM: University of New Mexico Press. ISBN 0-8263-1901-7 (hb), ISBN 0-8263-1902-5 (pbk)
- Frishberg, Nancy. (1972). Navajo object markers and the great chain of being. In J. Kimball (Ed.), Syntax and semantics (Vol. 1, p. 259–266). New York: Seminar Press.
- Grimes, Barbara F. (Ed.). (2000). Ethnologue: Languages of the world, (14th ed.). Dallas, TX: SIL International. ISBN 1-5567-1106-9. (Online edition: https://www.ethnologue.com/, accessed on Nov. 19th, 2004).
- Hale, Kenneth L. (1973). A note on subject-object inversion in Navajo. In B. B. Kachru, R. B. Lees, Y. Malkiel, A. Pietrangeli, & S. Saporta (Eds.), Issues in linguistics: Papers in honor of Henry and Renée Kahane (p. 300–309). Urbana: University of Illinois Press.
- Hoijer, Harry. (1945). Navaho phonology. University of New Mexico publications in anthropology, (No. 1).
- Hoijer, Harry. (1945). Classificatory verb stems in the Apachean languages. International Journal of American Linguistics, 11 (1), 13–23.
- Hoijer, Harry. (1945). The Apachean verb, part I: Verb structure and pronominal prefixes. International Journal of American Linguistics, 11 (4), 193–203.
- Hoijer, Harry. (1946). The Apachean verb, part II: The prefixes for mode and tense. International Journal of American Linguistics, 12 (1), 1–13.
- Hoijer, Harry. (1946). The Apachean verb, part III: The classifiers. International Journal of American Linguistics, 12 (2), 51–59.
- Hoijer, Harry. (1948). The Apachean verb, part IV: Major form classes. International Journal of American Linguistics, 14 (4), 247–259.
- Hoijer, Harry. (1949). The Apachean verb, part V: The theme and prefix complex. International Journal of American Linguistics, 15 (1), 12 – 22.
- Hoijer, Harry. (1970). A Navajo lexicon. University of California Publications in Linguistics (No. 78). Berkeley: University of California Press.
- Kari, James. (1975). The disjunct boundary in the Navajo and Tanaina verb prefix complexes. International Journal of American Linguistics, 41, 330 – 345.
- Kari, James. (1976). Navajo verb prefix phonology. Garland Publishing Co.
- McDonough, Joyce. (2003). The Navajo sound system. Dordrecht: Kluwer Academic Publishers. ISBN 1-4020-1351-5 (hb); ISBN 1-4020-1352-3 (pbk)
- Reichard, Gladys A. (1951). Navaho grammar. Publications of the American Ethnological Society (Vol. 21). New York: J. J. Augustin.
- Sapir, Edward. (1932). Two Navaho puns. Language, 8 (3), 217-220.
- Sapir, Edward, & Hoijer, Harry. (1942). Navaho texts. William Dwight Whitney series, Linguistic Society of America.
- Sapir, Edward, & Hoijer, Harry. (1967). Phonology and morphology of the Navaho language. Berkeley: University of California Press.
- Speas, Margaret. (1990). Phrase structure in natural language. Kluwer Academic Publishers. ISBN 0-7923-0755-0
- Wall, C. Leon, & Morgan, William. (1994). Navajo-English dictionary. New York: Hippocrene Books. ISBN 0-7818-0247-4. (Originally published [1958] by U.S. Dept. of the Interior, Branch of Education, Bureau of Indian Affairs).
- Webster, Anthony. (2004). Coyote Poems: Navajo Poetry, Intertextuality, and Language Choice. American Indian Culture and Research Journal, 28, 69-91.
- Witherspoon, Gary. (1971). Navajo categories of objects at rest. American Anthropologist, 73, 110-127.
- Witherspoon, Gary. (1977). Language and art in the Navajo universe. Ann Arbor: University of Michigan Press. ISBN 0-4720-8966-8; ISBN 0-4720-8965-X
- Yazzie, Sheldon A. (2005). Navajo for Beginners and Elementary Students. Chapel Hill: The University of North Carolina at Chapel Hill Press.
- Young, Robert W. (2000). The Navajo verb system: An overview. Albuquerque: University of New Mexico Press. ISBN 0-8263-2172-0 (hb); ISBN 0-8263-2176-3 (pbk)
- Young, Robert W., & Morgan, William, Sr. (1987). The Navajo language: A grammar and colloquial dictionary (rev. ed.). Albuquerque: University of New Mexico Press. ISBN 0-8263-1014-1
- Young, Robert W.; Morgan, William; & Midgette, Sally. (1992). Analytical lexicon of Navajo. Albuquerque: University of New Mexico Press. ISBN 0-8263-1356-6; ISBN 0-8263-1356-6